# Varanus yuwonoi
Varanus yuwonoi är en ödleart som beskrevs av Harvey och Barker 1998. Varanus yuwonoi ingår i släktet Varanus och familjen Varanidae. Inga underarter finns listade i Catalogue of Life.
Arten förekommer på Halmahera som tillhör Indonesien. Honor lägger ägg.